# S/2004 (854) 1
S/2004 (854) 1 — спутник астероида (854) Фростия, открытый 17 июля 2004 года французскими астрономами Раулем Берендом, Лаурентом Бернаскони, Аленом Клотцом и Расселом I Дурки на основании изучения кривых блеска. Спутник, диаметром 4,6 км, обращается вокруг основного астероида по орбите радиусом 25 км с периодом 1,5713 суток. Столь тесное расположение и близкие размеры астероидов могли привести к синхронизации их вращения, при которой астероида всегда повёрнуты друг к другу одной стороной (как Земля и Луна).